# If (Pink Floyd)
«If» és la segona cançó de l'àlbum Atom Heart Mother del grup britànic de rock progressiu Pink Floyd. Aquest cançó va ser una de les diverses en ser considerar per a formar part de l'àlbum de grans èxits de la banda, Echoes: The Best of Pink Floyd.
El tema fou escrit i cantat per Roger Waters, i com anteriorment a «Grantchester Meadows», «If» té un enfocament de pastorel·la i folk, però per altra banda també s'ocupa de la introspecció. La cançó està en clau de Mi Major.
La cançó es va tocar en directe el 16 de juliol de 1970 a les sessions de John Peel, Teatre París de la BBC a Londres. Durant l'actuació, Richard Wright va tocar tant l'orgue com el baix. Waters ha tocat la peça en nombroses ocasions en les seves gires en solitari, durant la gira The Pros and Cons of Hitch Hiking dels anys 1984 i 1985, i com a suport a Radio K.A.O.S. el 1987. En aquestes actuacions de la gira en solitari, «If» va ser estesa amb lletres i seqüències d'acords extres.

## Crèdits
- Roger Waters – veu, guitarra acústica, baix
- David Gilmour – guitarra elèctrica
- Richard Wright – baix, piano i orgue Hammond
- Nick Mason - bateria